# Леветирацетам
Леветирацетам (англ. Levetiracetam, лат. Levetiracetamum) — синтетичний лікарський препарат, який є похідним піролідону, та належить до протисудомних препаратів. Леветирацетам застосовується як перорально, так і внутрішньовенно. Леветирацетам розроблений у лабораторії компанії UCB під час досліджень по вдосконаленню властивостей похідних ноотропного препарату пірацетаму.

## Фармакологічні властивості
Леветирацетам — синтетичний лікарський препарат, який є похідним піролідону та структурним аналогом ноотропного препарату пірацетаму. Точний механізм дії препарату не встановлений. Відомо, що препарат зв'язується з синаптичним білком SV2A, який імовірно є модулятором викиду нейротрансмітера в синаптичну щілину, а також блокує кальцієві канали N-типу і знижує вивільнення кальцію із внутрішньонейрональних депо. Препарат також знижує пригнічуючу дію цинку та β-карболінів на ГАМК-канали та гліцин-регульовані потоки, проте поки що незрозуміло, як це впливає на його протисудомну активність. Леветирацетам пригнічує спалахи епілептиформної активності, не впливаючи на нормальну збудливість нейронів. Леветирацетам застосовується при різних видах епілепсії, як при генералізованих, так і парціальних судомах, а також при міоклонічних судомах та при фотопароксизмальних судомних приступах. Препарат є ефективним при монотерапії рефрактерних форм епілепсії, проте він є менш ефективний при абсансній формі епілепсії. Леветирацетам вважається одним із найбезпечніших серед протиепілептичних препаратів для застосування при вагітності, оскільки при його застосуванні спостерігається низький тератогенний ризик. Леветирацетам позиціонується як препарат, при застосуванні якого спостерігається незначна кількість побічних ефектів. Експериментально леветирацетам також застосовувався для лікування синдрому Туретта, аутизму, біполярного афективного розладу і тривожних розладів.

### Фармакокінетика
Леветирацетам швидко і добре всмоктується при пероральному застосуванні, максимальна концентрація препарату досягається протягом 1,3 годин після прийому препарату. Абсолютна біодоступність препарату при пероральному застосуванні складає майже 100 %. Леветирацетам погано (на 10 %) зв'язується з білками плазми крові. Препарат проникає через гематоенцефалічний бар'єр, через плацентарний бар'єр, та виділяється у грудне молоко. Метаболізується леветирацетам тканинними ферментами, без участі системи цитохрому Р-450 печінки з утворенням неактивних метаболітів. Виводиться препарат із організму із сечею у вигляді неактивних метаболітів. Період напіввиведення леветирацетаму в дорослих становить 6—8 годин, у дітей період напіввиведення препарату становить 5—6 годин, період напіввиведення може збільшується в осіб із важкими порушеннями функції нирок, при важких порушеннях функції печінки період напіввиведення препарату також може збільшуватися, що пов'язано із супутнім зниженням кліренсу креатиніну в даних хворих.

## Застосування
Леветирацетам застосовується при епілепсії, у тому числі при парціальних нападах, як із вторинною генералізацією, так і без неї; як додатковий препарат при міоклонічних судомах, та при первинно-генералізованих судомних нападах у хворих на ідіопатичну генералізовану епілепсію старших 12 років.

## Побічна дія
Леветирацетам позиціонується як препарат, при застосуванні якого спостерігається незначна кількість побічних ефектів. Найчастішими побічними явищами при застосуванні препарату є тривога, емоційна лабільність, невроз, апатія, депресія, головний біль, запаморочення, тремор, гіперкінези, нудота і блювання, безсоння, зниження апетиту, збудження, суїцидальні думки та диплопія. Значно рідше при застосуванні препарату можуть спостерігатися:
- Алергічні реакції та з боку шкірних покривів — шкірний висип, свербіж шкіри, алопеція, екзема, синдром Стівенса-Джонсона, синдром Лаєлла, набряк Квінке, мультиформна еритема, кашель.
- З боку травної системи — біль у животі, діарея, гепатит, вкрай рідко печінкова недостатність, диспепсія, панкреатит.
- З боку нервової системи — агресивна поведінка, порушення рівноваги, приступи судом, галюцинації, амнезія, швидка втомлюваність, летаргія, спроби самогубства.
- З боку опорно-рухового апарату — міалгії, слабість у м'язах, рабдоміоліз.
- З боку сечостатевої системи — гостре ураження нирок.
- Зміни в лабораторних аналізах — лейкопенія, еозинофілія, агранулоцитоз, тромбоцитопенія, панцитопенія, нейтропенія, підвищення активності ферментів печінки, підвищення рівня креатинфосфокінази в крові.

## Протипокази
Леветирацетам протипоказаний при підвищеній чутливості до препарату або інших похідних пірролідону, дітям у віці менше 4 років для внутрішньовенного введення препарату та до 6 років для прийому таблеток.

## Форми випуску
Леветирацетам випускається у вигляді таблеток по 0,25; 0,5; 0,75та 1,0 г; розчину для прийому всередину із вмістом діючої речовини 100 мг/мл у флаконах по 100, 125, 150 і 300 мл; концентрату для приготування інфузій у флаконах по 5 мл із вмістом діючої речовини 500 мг; флаконів для внутрішньовенного введення із вмістом діючої речовини 5 мг/мл, 10 мг/мл і 15 мг/мл по 100 мл у флаконі.